# コバシス
コバシス LLCはニッケル水素（NiMH）電池、電池制御システム、および自動車用応用製品、無停電電源装置、電気通信用応用製品、そして分散型発電向けのパッケージ化ソリューションを提供している。2009年までの8年間、コバシスはカリフォルニアに本拠を置くシェブロン社とミシガンに本拠を置く(ECD・オボニックス、ECD、またはオボニックスとも呼ばれる)エナジー・コンバージョン・デバイセズとの間で50:50のジョイント・ベンチャー(合弁事業)であった。所有権の中間階層は、コバシス LLCがシェブロンの子会社であるシェブロン・テクノロジー・ベンチャー・LLCとECD・オボニックスの子会社であるオボニック・バッテリー・カンパニーによって所有されていたことであった。コバシスはシェブロン・テクノロジー・ベンチャーから1億8,000万ドルの資金を調達したが、所有会社2社は会社へのさらなる資金提供について合意できなかった。所有者間の仲裁が行き詰まった後、買い手が見つかった。
2009年7月14日、サムスンSDIとボッシュの電気自動車用バッテリー合弁会社であるen:SB LiMotive Co. Ltd.へのコバシスの売却が発表された。ボッシュがコバシスの支配権を確立したことにより、合弁事業は2012年に終了した。

## 1967年、Battelle-GenevaのNiMHに関する先駆的な研究
NiMH電池の先駆的研究 -基本的に、負極用の焼結 Ti2Ni+TiNi+x 合金と正極用の NiOOH 電極に基づく- は1967年に発明された後、Battelle-Geneva研究センターで行われた:
開発作業はダイムラー・ベンツ・コンプ./シュトゥットガルトとフォルクスワーゲン AG によって Deutsche Automobilgesellschaft(de) の枠組みの中で約20年にわたって後援された。
バッテリーは、最大50Wh/kg、1000W/kgの高いエネルギー密度と電力密度、および500回という妥当なサイクル寿命を示した。
-欧州諸国（優先：スイス）、米国、日本で特許出願が行われ、特許はダイムラー・ベンツ・カンパニー/シュトゥットガルトに譲渡された。- Ref: Elektrode zur Speicherung und Aktivierung von Wasserstoff",  K.D. Beccu, Battelle-Geneva,  CH Priority Application No. 6333/67-Bb3/CH/2 - (2.05.1967),  Patent: DE 2317505 C2 (18.10.73). Negative electrode of Ti-Ni alloy hydride phases, US patent US 3,669,745 (06/13,1972), inventor: K.D. Beccu, Ph.D., Battelle-Geneva R&D Center.
オブシンスキー氏の「発明されたNiMHのバリエーション」は、不規則な合金構造と特定の多成分合金組成を持つ特別な合金で構成されていた。このバリエーションにより、バッテリーの性能、つまりエネルギー密度、サイクル寿命、その他の特性を向上させることが可能になった。

## 歴史

### 1960年、ECD・オボニックス
ECD・オボニックス(コバシスの半分の所有者)は、(科学者で発明家の)スタンフォード・R・オブシンスキーと、彼の妻で共同研究者のen:Iris M. Ovshinskyとによって1960年に設立された。オブシンスキー氏は、NiMHバッテリーのバリエーションを発明した。ECD・オボニックスは、いくつかのタイプのNiMHバッテリー技術に関する重要な特許を保有しており、すべての主要なNiMHバッテリー・メーカーにライセンス供与している。
その多くの活動の中で、同社は消費者向けのNiMHバッテリーを生産し、コバシスはより高エネルギーの産業用アプリケーションに焦点を当てている。

### 1982年、オボニック・バッテリー・カンパニー
オボニック・バッテリー・カンパニー(OBC)はオブシンスキー氏が発明した再充電可能なニッケル水素電池を活用するためECD・オボニックスとミシガン州デトロイトを拠点とする en:American Natural Resources Company (ANR) との間のジョイントベンチャーとして1982年に結成された。ANRは2300万ドルを投資してから1995年にベンチャーから撤退し、その時点でECD・オボニックスはANRを800万ドルの株式と手形で購入し、OBCはECD・オボニックスの完全所有子会社となった。
1980 年代初頭、OBCは消費者市場向けにオボニックNiMHバッテリーを製造した。それまでは、ニッケル・カドミウム (NiCad, ニッカド)バッテリが消費者向けの充電式バッテリ市場を支配していたが、NiMHバッテリはより安全で、同等のサイズでより多くのエネルギーを蓄えることができた。また、現代自動車および無名の日本の自動車メーカーと、電気自動車 (EV) 用のバッテリーに関する作業を開始した。1992年、OCBは、(米国自動車メーカーのコンソーシアムである)米国先進バッテリー・コンソーシアム (USABC) から、EVバッテリーを開発する契約を獲得し、そして1993年に、彼らの最初のEV向けNiMHバッテリーパックが、以前はLi合金/FeSバッテリーを使用していたクライスラー・TEバンで使用された。

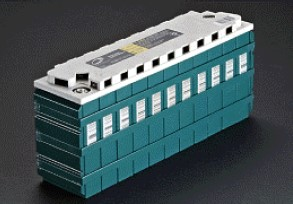
GM・オボニック・NiMHバッテリーモジュール

### 1994年、GM・オボニック・バッテリー
1994年、オボニック・バッテリー・カンパニーは電気自動車用ニッケル水素電池の製造をするためにゼネラルモーターズ (GM) と(GM・オボニック・バッテリーと呼ばれる)合弁会社を設立した。GMはベンチャーの60%の株を与えられ、運転資本、製造能力、および管理要員を提供し、一方、OBCは40%の株を与えられ、特許、ライセンス、知的財産、および技術要員を提供した。(会長兼CEOを務め、1992年にGMでの37年間のキャリアを終えた)en:Robert Stempelは、1993年にアドバイザーとしてECD・オボニックスに入社し、1995年からECD・オボニックスの会長を務めている。
この時期は、州内で販売またはリースされる新車の1998年モデル年までに2%を、2003年モデル年までに10%をZEVにすることを要求したカリフォルニア州のゼロエミッション車 (ZEV) プログラムに準拠しようと複数の自動車メーカーがハイブリッド車や電気自動車を開発していた時期であった。NiMHバッテリーは、1997年にトヨタ、ホンダ、ダイムラー・クライスラー、フォード、1999 年にGMのEVの少量生産に使用された。1996年、カリフォルニア州はZEV準拠要件を1998年から2003年に延期し、1998年から2001年の間にわずか3,750台のZEVの販売を要求した。

### 2000年、テキサコ・オボニック・バッテリー・システムズおよび、コバシス
2000年10月、テキサコ社がGM・オボニック・バッテリー・システムズにおけるGMの60%の株式を購入し、同社の既存の20%の株式に追加し、ジョイント・ベンチャーを ECD・オボニックスとの50:50のパートナーシップとして再構築し、テキサコ・オボニック・バッテリー・ システムズ LLC.と改名すると発表した。それから1週間も経たないうちに、テキサコとシェブロンは合併計画を発表し、彼らがシェブロン・テキサコ・コーポレーションになった1年後に完成した。
2004年に、この合弁会社はコバシス LLCに改名された。
コバシスの50%の株式を保有することに加えて、シェブロンはECD・オボニックスの19.99%の株式を保有している。シェブロンは、コバシスのNiMH技術の販売またはライセンス供与に対する拒否権を保持している。さらに、シェブロンはECD・オボニックスが契約上の義務を履行しない場合、コバシスのすべての知的財産権を差し押さえる権利を保持する。2007年9月10日、シェブロンは、ECD・オボニックスがその義務を履行していないという法的請求を提出した。 ECD・オボニックスは、この主張に異議を唱えている。
テキサコがGMの株式を買収してコバシスになった前後にテキサコとECD・オボニックスの間で、他の2つの50:50ジョイント・ベンチャーがまもなく設立された。1つは再生型燃料電池技術、もう1つは金属水素化物水素技術である。

#### テキサコ・オボニック・フューエル・セル・カンパニー, LLC
2000年9月、ECD・オボニックスとテキサコ・エナジー・システムズ, Inc. の50:50のジョイント・ベンチャーとしてテキサコ・オボニック・フューエル・セル・カンパニー, LLC が設立され、オボニック再生型燃料電池技術の開発と販売が行われた。後にシェブロン・テキサコ・オボニック・フューエル・セル・カンパニーに改名された。2003年6月、ECDは2002年12月31日付けでテキサコ・エナジー・システムズの株式を1.00ドルで取得し、100%の所有権はECDに引き継がれた。 社名をオボニック・フューエル・セル・カンパニー LLCに変更。

#### テキサコ・オボニック・ハイドロジェン・システムズ, LLC
2000年10月、ECD・オボニックスとテキサコ・エナジー・システムズ, Inc. の50:50のジョイント・ベンチャーとしてテキサコ・オボニック・ハイドロジェン・システムズ, LLC が設立され、ECDの金属水素化物水素技術の開発と販売が行われた。後にシェブロン・テキサコ・オボニック・ハイドロジェン・システムズに改名された。2004年12月、このベンチャーにおけるシェブロン・テキサコの株式は、ECD・オボニックスから与えられたNiMHバッテリー技術ライセンスの拡大をコバシスに与える取引で、ECD・オボニックスに取引された。ECD・オボニックスの完全所有子会社は、オボニック・ハイドロジェン・システムズ LLC に改名された。

## パナソニックEVエナジーとの特許紛争
1996年に設立された松下電器産業（現・パナソニック）とトヨタの合弁会社であるパナソニックEVエナジー（PEVE。現・プライムアースEVエナジー）は、電気自動車に適した大型NiMHバッテリーのいくつかの進歩を先導した。
PEVEは、1997年に生産を開始したトヨタ、ホンダ、フォードのバッテリー式電気自動車（BEV）に使用する大容量（28Ah ～ 95Ah）のNiMHバッテリーを供給した。PEVEの低容量バッテリーは1997年に日本で発売されたトヨタ・プリウスに搭載され、生産初年度に18,000台を販売したほか、初代ホンダ・インサイトや、三洋電機と共同で初代シビック ・ハイブリッドを販売した。主要な自動車メーカーによるBEVの生産は2000年代初頭に終了し、リースされたBEV車両のほとんどがメーカーによって潰され、残りの車両の交換用バッテリーが利用できなくなった。
2001年にECD・オボニックスとオボニック・バッテリー・カンパニー, Inc. が松下、トヨタ、PEVEに対して起こした特許侵害訴訟は、2004年7月に和解した。和解条件は、2014年12月31日までに提出された現在および将来のNiMH関連特許の当事者間でのクロス・ライセンスを求めるものであった。この条件により、松下、トヨタおよびPEVEは、2007年後半まで北米で輸送用途向けの特定のNiMHバッテリーを販売することができず、2010年後半まで北米で特定のNiMHバッテリーを商用数量で販売することもできなかった。さらに、オボニック・バッテリー・Co. とECD・オボニックスは1,000万ドルの特許ライセンス料を受け取り、コバシスは2,000万ドルの特許ライセンス料を受け取り、そのうち 1,600 万ドルは訴訟費用の償還に割り当てられ、コバシスは松下/PEVEが北米で販売した特定のバッテリーの使用料を受け取る。
ライセンス条件は2005年に拡大され、PEVEは2014年までにコバシスに支払われた使用料と引き換えに、北米で特定の輸送用途向けのNiMHバッテリーを販売するライセンスをさらに付与された。

## 売却および解散
SEC提出書類によると、ECD・オボニックスとコバシスは、NiMHバッテリー技術に関連する125の米国特許を保有している。特に重要と考えられる13の特許は、2014年までに失効する予定であった。コバシスとen:A123Systemsは、2007年に自動車用リチウムイオン電池の開発、製造、販売、およびサービスを提供するパートナーシップを発表した。A123Systemsは独自のナノ・リン酸塩リチウム・イオン技術を提供し、電池を製造する一方、コバシスは自動車業界のティア1サプライヤーとして、広範な開発と統合サービスを提供する。コバシスは、GM・サターンのVue Green Line SUV、Aura Green Line セダン、GM・シボレーのマリブ・ハイブリッド・セダンにNiMHバッテリー システムを提供する契約をされた。それでも2009 年にGMはサターン・ブランドを廃止することを決定し、契約を終了した。
2007年3月、コバシスは、UBSインベストメント・バンクと Goldman, Sachs & Co. のファイナンシャル アドバイザーのサービスを利用して、成長に代わる戦略的な方法を模索していると発表した。
2009年7月14日、サムスンSDIとボッシュの間の電気自動車用バッテリー合弁会社である SB LiMotive Co. Ltd. へのコバシスの売却が発表された。この合弁事業は2012年に終了し、コバシスはボッシュに統合され、パートナーはコバシスが保有する約3,000 件の特許に共同でアクセスできるようになった。
2012年2月14日、以前のエナジー・コンバージョン・デバイセズの運営子会社である「オボニック・バッテリー・カンパニー」は、ドイツの BASF Corporation に買収された。

## 批判
大型のNiMHバッテリーは商業的に実行可能で、大量生産の準備ができていた可能性があるが、シェブロンやその他の石油関連の利益が技術を抑制した可能性があるという主張があった。おそらく、BEVとPHEVの導入を未然に防ぐためである。
2000年10月10日、テキサコは、GM・オボニックスのGMの株式の購入を発表し、シェブロンは6日後にテキサコの買収を発表した。2003 年、テキサコ・オボニック・バッテリー・ システムズはシェブロンとエナジー・コンバージョン・デバイセズ(ECD)オボニックスの間の 50:50ジョイント・ベンチャーであるコバシスに再編された。コバシスに対するシェブロンの影響力は、厳格な50:50のジョイント・ベンチャーを超えて拡大し、ECD・オボニックスに19.99%の権益を保有していた。さらに、シェブロンは、ECD オボニックスが契約上の義務を履行しなかった場合に、コバシスのすべての知的財産権を差し押さえる権利を維持した。2007年9月10日、シェブロンは、ECD・オボニックスがその義務を果たさなかったという法的請求を提出した。 ECD・オボニックスはこの主張に異議を唱えた。それ以来、当事者が見知らぬ買い手候補と交渉している間、仲裁の公聴会は繰り返し中断された。潜在的な買い手との合意に達しなかった。コバシスのNiMHバッテリーに関する特許は2015年に失効した。2007年2月に出版されたSherry Boschertの著書 Plug-in Hybrids: The Cars that Will Recharge America で、彼女は、大型のNiMHバッテリーは商業的に実行可能であるが、コバシスはそれらを小さな企業や個人に販売またはライセンス供与することを拒否していると主張している。Boschertは「ガソリンの競争相手を取り除くために特許ライセンスの管理を通じてコバシス(シェブロン)が大型NiMHバッテリーへのすべてのアクセスを抑制している可能性がある。あるいは、コバシスが単に市場を独占したいと考えており、大手自動車メーカーがプラグイン ハイブリッド車や電気自動車の生産を開始するのを待っている可能性もある 」と結論付けている。
エコノミストとのインタビューで、スタン・オブシンスキーは「率直に言って、ECDで石油会社との合弁事業を行ったのは間違いだったと思います。 そして、ビジネスを構築するのではなく、ビジネスを廃業に追い込むような戦略を持つ人とビジネスを始めるのは良い考えではないと思います。」と述べている。しかし、その後のインタビューで尋ねられたとき、「それで、コバシスがその理由で他の人がそれを作るのを妨げているというのはあなたの意見ですか?」、彼は「コバシスは誰も妨げていません。コバシスには現金の注入が必要なだけです」と答えた。
2007年10月、International Acquisitions Services, Inc. と Innovative Transportation Systems AG は、電動 Innovan で使用される大型NiMHバッテリーの以前に合意された大規模な注文への対応を拒否したとして、コバシスとその親会社に対して訴訟を起こした。

## リファレンス
1. ↑  Markets Served Archived January 5, 2016, at the Wayback Machine. Cobasys. Retrieved on 2007-08-06.
2. ↑  Cobabsys: Investors Archived January 5, 2016, at the Wayback Machine. (Corporate website). Cobasys. Retrieved on 2007-08-07.
3. 1 2  Roberson, J. Supplier Cobasys exploring more hybrid batteries. Archived 2010-12-05 at the Wayback Machine. Detroit Free Press, 2007-03-14. Retrieved on 2007-08-06.
4. 1 2  Ovonic Materials Division — NiMH Battery JV Overview Archived 2009-05-22 at the Wayback Machine. ECD Ovonics. Retrieved on 2007-08-08.
5. 1 2 3  ECD Ovonics History Archived 2007-09-04 at the Wayback Machine. ECD Ovonics. Retrieved on 2007-08-06.
6. ↑  ENER: Profile for Energy Conversion Devices. Yahoo! Finance. Retrieved on 2007-08-06.
7. ↑  Energy Conversion Devices, Inc. 2006 Proxy Statement Archived 2006-10-16 at the Wayback Machine.. Energy Conversion Devices, Inc. 2006-10-16.
8. 1 2 3 4  Energy Conversion Devices, Inc.: Information from Answers.com. Answers.com. Retrieved on 2007-08-06.
9. ↑  Chilenskas, A. A., and G. Barlow. Li/FeS battery design for an electric van. (Abstract Only). Society of Automotive Engineers international congress and exposition; 27 Feb - 3 Mar 1989; Detroit, MI (USA); DOE Project; Technical Paper 890785. 1989. Retrieved on 2007-08-06.
10. ↑  Texaco and ECD Restructure NiMH Battery Joint Venture - Texaco Ovonic, LLC Archived 2012-07-30 at Archive.is (Press release). Cobabsys, 2000-10-12.  Retrieved on 2007-08-08.
11. ↑  Energy Conversion Devices Inc, 10-Q, For 3/31/97 (SEC Filing). SEC Info, 1997-05-14. Retrieved on 2007-08-08.
12. ↑  Status Report on the California Air Resource Board's Zero Emission Vehicle Program Air Resource Board, California Environmental Protection Agency, 2007-04-20. Retrieved on 2007-08-07.
13. 1 2  Honda EV Plus: The Dream of an Electric Vehicle(1988). Honda. Retrieved on 2007-08-07.
14. ↑  Anderman, Menahem, Fritz R. Kalhammer, Donald MacArthur, The Year 2000 Battery Technology Advisory Panel. [o3.arb.ca.gov/msprog/zevprog/2000review/btapreport.doc Advanced Batteries for Electric Vehicles: An Assessment of Performance, Cost, and Availability (Draft) June 22, 2000] State of California Air Resources Board, 2000-06-22. Retrieved on 2007-08-07.
15. ↑  Zero Emission Vehicle Study, January 2000 Archived 2007-09-30 at the Wayback Machine. Bureau of Air Quality, Maine Department of Environmental Protection, January, 2000. Retrieved on 2007-08-08.
16. ↑  Fact Sheet: 2003 Zero Emission Vehicle Program Changes Archived 2011-07-21 at the Wayback Machine. State of California Air Resources Board, 2004-03-18. Retrieved on 2007-08-08.
17. 1 2  Texaco To Acquire General Motor's Share of GM Ovonic Battery Joint Venture: Deal Reflects Technology's Potential For Broad Energy Applications Archived 2012-07-24 at Archive.is. (Press release). Cobabsys, 2000-10-10. Retrieved on 2007-08-08.
18. 1 2  “GM will sell its 60% stake in battery maker to Texaco” (2000年10月23日). 2023年10月7日閲覧。
19. 1 2  “Electric Vehicles UK”. 2023年10月7日閲覧。
20. ↑  Texaco and ECD Restructure NiMH Battery Joint Venture - Texaco Ovonic, LLC Archived 2012-07-30 at Archive.is (Press release). Cobabsys, 2000-10-12. Retrieved on 2007-08-08.
21. ↑  Texaco Ovonic Battery Systems to Build New Plant in Ohio Archived 2007-09-29 at the Wayback Machine. (Press release). Chevron, 2002-10-29.
22. 1 2  Chevron and Texaco Agree to $100 Billion Merger Creating Top-tier Integrated Energy Company Archived 2009-05-20 at the Portuguese Web Archive Texaco Investor Relations Archive, 2000-10-16. Retrieved on 2007-08-08.
23. ↑  ChevronTexaco Corporation Announce Completion of Merger Archived 2009-05-20 at the Portuguese Web Archive. Texaco Investor Relations Archive, 2001-10-09. Retrieved on 2007-08-08.
24. ↑  We have changed our name to COBASYS Archived 2012-07-23 at Archive.is. (Press release). Cobabsys, 2004-03-15. Retrieved on 2007-08-08.
25. ↑  ECD Ovonics Definitive Proxy Statement Archived April 19, 2012, at the Wayback Machine. of January 15, 2003
26. 1 2 3  ECD Ovonics Amended General Statement of Beneficial Ownership Archived July 29, 2009, at the Wayback Machine. of December 2, 2004
27. ↑  ECD Ovonics 10-Q Quarterly Report Archived May 24, 2009, at the Wayback Machine. for the period ending September 30, 2007
28. ↑  Texaco and Energy Conversion Devices Inc. Form Fuel Cell Joint Venture Archived 2009-05-20 at the Portuguese Web Archive (Press release). Texaco Investor Relations Archive, 2000-09-21. Retrieved on 2007-08-08.
29. 1 2  Energy Conversion Devices Inc, DEF 14A, For 1/18/02, EX-99 (SEC Filing). SECInfo.com, 2002-01-18. Retrieved on 2007-08-08.
30. ↑  The (De-)Construction Site: M&A Activity Power Currents, Vol. 1, Issues 6-8, June–August 2003. Retrieved on 2007-08-08.
31. ↑  Texaco and Energy Conversion Devices, Inc. Form Hydrogen Storage Joint Venture Archived 2005-05-07 at Archive.is (Press release). Ovonic Hydrogen Solutions, 2000-10-31. Retrieved on 2007-08-08.
32. ↑  ECD Announces Expansion of NiMH Battery License to Cobasys and Restructuring of Relationship with ChevronTexaco Technology Ventures Archived 2006-10-25 at the Wayback Machine. (Press release). ECD Ovonics, 2004-12-03. Retrieved on 2007-08-08.
33. ↑  Our Company: Welcome to Ovonic Hydrogen Systems Archived 2006-03-21 at Archive.is. (Corporate website). Retrieved on 2007-08-08.
34. ↑  Panasonic EV Energy Co., Ltd.: News Archived 2007-08-10 at the Wayback Machine. (Corporate website). Panasonic EV Energy Co., Ltd. Retrieved on 2007-08-08.
35. ↑  Timeline: Life & Death of the Electric Car PBS NOW, 2006-06-09. Retrieved on 2007-08-08.
36. ↑  US SEC Form 8-K, Energy Conversion Devices, Inc., July 7, 2004 Archived July 17, 2004, at the Wayback Machine.. (SEC filing). ECD Ovonics, 2004-07-07. Retrieved on 2007-08-08.
37. ↑  Cobasys and Panasonic Expand Relationship for NiMH Batteries Archived 2012-07-29 at Archive.is (Press release). Cobasys, 2005-07-06. Retrieved on 2007-08-08.
38. ↑  “ENERGY CONVERSION DEVICES INC, Form 10-K, Annual Report, Filing Date Sep 13, 2005”.   secdatabase.com. 2018年5月14日閲覧。
39. ↑  Cobasys and A123Systems Announce Partnership to Develop Lithium Ion Hybrid Electric Vehicle Battery Systems Archived 2013-01-19 at Archive.is (Press release). Cobasys, 2007-01-03. Retrieved on 2007-08-08.
40. ↑  Cobasys Confirms Production Contract for 2008 Chevrolet Malibu Hybrid Sedan Archived 2012-07-24 at Archive.is Cobasys, 2007-03-13. Retrieved on 2007-08-08.
41. ↑  Cobasys to Explore Alternatives to Support Growth Strategy Archived 2013-01-19 at Archive.is Cobasys, 2007-03-14. Retrieved on 2007-08-08.
42. ↑  Boschert, S. Plug-in Hybrids: The Cars that Will Recharge America Archived 2011-02-06 at the Wayback Machine. Gabriola Island, BC: New Society Publishers, 2007. ISBN 978-0-86571-571-4.
43. ↑  “ChevronTexaco Corporation Announces Completion of Merger | Chevron Corporation”. 2023年10月7日閲覧。
44. ↑  Roberson, J. (March 14, 2007) "Supplier Cobasys exploring more hybrid batteries" Archived 2010-12-05 at the Wayback Machine. Detroit Free Press
45. ↑  ECD Ovonics Definitive Proxy Statement Archived 2012-04-19 at the Wayback Machine. of January 15, 2003
46. ↑  ECD Ovonics 10-Q Quarterly Report Archived 2009-05-24 at the Wayback Machine. for the period ending September 30, 2007
47. ↑  ECD Ovonics 10-Q Quarterly Report Archived 2009-07-28 at the Wayback Machine. for the period ending March 31, 2008
48. ↑  Plug-in Hybrids: The Cars that Will Recharge America Archived 2011-02-06 at the Wayback Machine. (Gabriola Island, BC: New Society Publishers) ISBN 978-0-86571-571-4
49. ↑  “The Energy Roadmap - the Edison of our Age: Stan Ovshinsky and the Future of Energy [Video Interview Part 1]”. 2017年11月27日時点のオリジナルよりアーカイブ。2008年12月20日閲覧。
50. ↑  Archived at Ghostarchive and the Wayback Machine: Stanford Ovshinsky Interview, Part 2. YouTube.
51. ↑  ECD Ovonics 10-Q Quarterly Report Archived July 28, 2009, at the Wayback Machine. for the period ending March 31, 2008